# Geologische Strukturräume Hessens
Das Hessische Landesamt für Naturschutz, Umwelt und Geologie teilt das Gebiet Hessens nach geologischen Aspekten in Strukturräume auf, die mehr oder weniger geologischen Großlandschaften und Schollen entsprechen, die einheitliche stratigraphische, petrographische oder strukturgeologische Eigenschaften aufweisen. Sie werden nach Alter in die drei Überkategorien Paläozoikum, Mesozoikum und Känozoikum kategorisiert.
Folgende Strukturräume werden unterschieden:

## Paläozoisches Gebirge

### Rheinisches Schiefergebirge
Sieht man von den Strukturen im südlichen und zentralen Kellerwald sowie im südöstlichen und zentralen Taunus ab, weichen die Strukturräume des Rheinischen Schiefergebirges deutlich von den geomorphologischen Höhenzügen ab.
| - 1.1 Rheinisches Schiefergebirge - 1.1.1 Ostsauerländer Sattel - 1.1.2 Waldecker Mulde - 1.1.3 Medebach-Goldhausener Sattel - 1.1.4 Wittgensteiner Mulde - 1.1.5 Battenberg-Waldecker Sattel - 1.1.6 Siegener Sattel - 1.1.7 Eder-Mulde - 1.1.8 Nördliche Kellerwaldstruktur (zentraler Kellerwald) - 1.1.9 Südliche Kellerwaldstruktur (südlicher Kellerwald, Hemberg) | - (weiter 1.1 Rheinisches Schiefergebirge) - 1.1.10 Dill-Mulde - 1.1.11 Hörre (= Hörre-Zone) - 1.1.12 Lahn-Mulde - 1.1.13 Gießener Grauwacken-Decke - 1.1.14 Lindener Mark-Schuppe (bei Linden; Randausläufer des Schiefergebirges im Gießener Becken) - 1.1.15 Taunus (ohne äußersten Nordwesten) - 1.1.15.1 Hintertaunus (ohne Nordwesten) - 1.1.15.2 Taunuskamm (Hoher Taunus) - 1.1.15.3 Vordertaunus (ohne Süden des Eppsteiner Horstes) |

### Paläozoische Aufbrüche
| - 1.2 Paläozoische Aufbrüche - 1.2.1 Werra-Grauwacken-Aufbruch (Soodener Bergland) - 1.2.2 Richelsdorfer Aufbruch (Richelsdorfer Gebirge) - 1.2.3 Baumbacher Aufbruch (bei Baumbach, Rotenburger Fuldatal) - 1.2.4 Mühlbacher Aufbruch (Singularität (Zechsteininsel) bei Mühlbach) - 1.2.5 Oberguder Zechsteinscholle (bei Obergude; im Stolzhäuser Rücken, Stölzinger Gebirge) - 1.2.6 Seifertshausener Zechsteinscholle (bei Seifertshausen; im Haselbach-Bebra-Bergland, Stölzinger Gebirge) - (1.2.7 Rossbach-Bieberer Scholle, siehe Abschnitt Odenwald und Spessart) | - (weiter 1.2 Paläozoische Aufbrüche) - 1.2.8 Büdinger Permscholle (Ronneburger Hügelland, Nordosten des Bergener Rückens) - 1.2.9 Oppershofener Horst (bei Oppershofen, inselartig in der Wetterau) - 1.2.10 Münzenberger Horst (bei Münzenberg; Randlage der Wetterau zum Vogelsberg) - 1.2.11 Griedeler Horst (bei Griedel; inselartig in der Wetterau) - 1.2.12 Hofheimer Rotliegend-Scholle (Südhälfte des Eppsteiner Horstes im Vordertaunus) - 1.2.13 Sprendlinger Horst (Sprendlingen, mit Grube Messel; Messeler Hügelland an der nördlichen Verlängerung des Odenwaldes) - 1.2.14 Herleshausener Aufbruch (bei Herleshausen; am Werratal) |

### Odenwald und Spessart (incl. Mesozoikum und Känozoikum)
| * 1.3 Odenwald-Kristallin - - 1.3.1 Bergsträßer Odenwald (Großteil des kristallinen Odenwaldes im Westen des Mittelgebirges) - 1.3.2 Böllsteiner Odenwald (geologisch incl. Otzberger Randhügelland) - 1.4 Spessart-Kristallin - 1.4.1 Vorspessart - 2.3 Schichtstufen der Süddeutschen Scholle - 2.3.1 Schichtstufe des Büdinger Buntsandsteins (Büdinger Wald) - 2.3.2 Schichtstufe des Buntsandstein-Spessart (Sandsteinspessart) - 2.3.3 Schichtstufe des Buntsandstein-Odenwalds (Buntsandstein-Odenwald) | - (zu 1.2 Paläozoische Aufbrüche) - 1.2.7 Rossbach-Bieberer Scholle (zwischen Roßbach und Bieber im Buntsandstein-Spessart) - (zu 2.2 Mesozoische Gräben und Senken) - 2.2.41 Schlüchterner Becken (Nordrand des Spessarts) - 2.2.42 Mottgerser Graben (zwischen Schlüchterner Becken und Buntsandstein-Spessart) - 2.2.44 Michelstädter Graben (Süden des Mümlingtals; inselartig im Buntsandstein-Odenwald) - (zu 3.2 Vulkanische Tertiärgebiete) - 3.2.5 Vulkangebiet Alsberger Plateau (inselartig im Buntsandstein-Spessart) - 3.2.8 Vulkangebiet von Hohenzell (an der südlichen Schwelle des Schlüchterner Beckens zum Buntsandstein-Spessart) |

## Mesozoisches Gebirge

### Mesozoische Schollen
| - 2.1 Mesozoische Schollen - 2.1.1 Dransfelder Muschelkalk-Scholle (bei Dransfeld, fast komplett in Niedersachsen und rechts von Werra und Weser; Dransfelder Hochflächen) - 2.1.2 Ober-Weser-Scholle (Kaufunger Wald, Reinhardswald, Bramwald, Solling) - 2.1.3 Osthessische Buntsandstein-Scholle (Fulda-Werra-Bergland ohne Nordwesten und äußersten Nordosten, Fulda-Haune-Tafelland, Westliches Rhönvorland, Gieseler Forst) - 2.1.4 Eiterhagener Scholle (bei Eiterhagen; Söhre, Melsunger Bergland, Eichelsberg) - 2.1.5 Fuldalauf-Tiefscholle - 2.1.6 Nethe-Scholle (Oberwälder Land) - 2.1.7 Zierenberger Scholle (nördliches Habichtswälder Bergland, Diemelbörde) | - (weiter 2.1 Mesozoische Schollen) - 2.1.8 Istha-Scholle (Wolfhagener Hügelland) - 2.1.9 Emstaler Scholle (Elberberger Höhen, Westen der Fritzlarer Börde) - 2.1.10 Quast-Eichholz-Scholle (Quast und Eichholz) - 2.1.11 Ehringer Scholle (Elsbergrücken) - 2.1.12 Waldecker Scholle - 2.1.12.1 Meineringhausener, Vasbecker und Ense Scholle (Waldecker Gefilde) - 2.1.12.2 Arolsen-Schlierbacher Scholle (Waldecker Wald, Hessenwald, Löwensteiner Grund. Osten der Gilserberger Höhen) - 2.1.13 Frankenberger Scholle (Burgwald mit Wetschaft-Senke, Marburger Bergland, Westen der Gilserberger Höhen) - 2.1.14 Scholle der Kuppenrhön (Milseburger Kuppenrhön ohne Westen) |

### Mesozoische Gräben und Senken
| - 2.2 Mesozoische Gräben und Senken - 2.2.1 Leinetal-Graben (Leinegraben) - 2.2.2 Eichenberg-Gothaer Graben (nur bei Neu-Eichenberg in Hessen; Eichenberg–Gotha–Saalfelder Störungszone) - 2.2.3 Borgentreicher Keupermulde (bei Borgentreich, fast komplett in Nordrhein-Westfalen; Große Börde) - 2.2.4 Warburger Grabenzone (südöstlich Warburgs; W-O-Graben von der südlichen Diemelbörde zur nördlichen Nahtstelle des Westhessischen Senke zum Oberwälder Land) - 2.2.5 Wolfhagen-Volkmarsener Grabenzone (zwischen Volkmarsen und Wolfhagen; Volkmarser Graben, östliches Volkmarser Becken, Ehringer Senke und Elsunger Senke – Ostwaldecker Randsenken) - 2.2.6 Ippinghausener Graben (bei Ippinghausen) - 2.2.7 Fritzlar-Naumburger Grabenzone (Ippinghäuser Grund und Elbergrund – Ostwaldecker Randsenken) - 2.2.8 Graben ven Balhorn-Masslor - 2.2.9 Momberger Graben (zentraler NW-SO-Graben der Gilserberger Höhen) - 2.2.10 Kasseler Graben (Ostteil schließt sich östlich Kassels an 3.1.1.6 an und ist westliche Südbegrenzung des Kaufunger Waldes; Westteil ist isoliert und zieht sich vom Habichtswälder Bergland zu den Ostwaldecker Randsenken) - 2.2.11 Graben von Wickerode (bei Wickerode; östliche Südbegrenzung des Kaufunger Waldes) - 2.2.12 Sundergraben (geht in Sontra rechtwinkelig vom Sontraer Graben (2.2.17) nach Nordosten ab) - 2.2.13 Altmorschen-Lichtenauer Grabenzone (von Großalmerode über Hessisch Lichtenau und Spangenberg nach Altmorschen; zentraler NO-SW-Teil der Witzenhausen-Altmorschener Talung) - 2.2.14 Beisheimer Graben (bei Niederbeisheim; geht vom Südwestende von 2.2.13 nach Westen ab) - 2.2.15 Netraer Graben (bei Netra; zentrale NW-SO-Talung des Ringgau) - 2.2.16 Ringgauer Mulde (Ringgau) - 2.2.17 Sontraer Graben (NW-SO-Graben bei Sontra; Südostbegrenzung des Hosbach-Sontra-Berglandes) - 2.2.18 Spahl-Eiterfelder Mulde (bei Eiterfeld und Spahl; Soisberger Kuppenrhön) - 2.2.19 Ludwigsecker Graben (bei Schloss Ludwigseck; Neuenstein-Ludwigsecker Höhenzug) - 2.2.25 Remsfelder Graben - 2.2.21 Rabolshausener Graben - 2.2.22 Semmelberger Graben | - (weiter 2.2 Mesozoische Gräben und Senken) - 2.2.23 Neusteiner Graben - 2.2.24 Breitenbacher Graben - 2.2.25 Kirchheirner Graben - 2.2.26 Hersfelder Graben - 2.2.27 Oberaula-Graben - 2.2.28 Hofbieberer Graben - 2.2.29 Langenberger Graben - 2.2.30 Unterbernhardser Graben - 2.2.31 Kleinsassener Grabenkeuz - 2.2.32 Ziegelkopf-Graben - 2.2.33 Kleinsassener Graben - 2.2.34 Schnegelsberg-Wadberg-Graben - 2.2.35 Großenlüderer Graben - 2.2.36 Fuldaer Graben - 2.2.37 Lauterbacher Graben - 2.2.38 Heubach-Thalau-Friesenhausener Grabenzone - 2.2.39 Weyherser Graben - 2.2.40 Hettenhausener Graben - (2.2.41 Schlüchterner Becken, siehe Abschnitt Odenwald und Spessart) - (2.2.42 Mottgerser Graben, siehe Abschnitt Odenwald und Spessart) - 2.2.43 Ersroder Graben (bei Ersrode; Neuenstein-Ludwigsecker Höhenzug) - (2.2.44 Michelstädter Graben, siehe Abschnitt Odenwald und Spessart) |

## Känozoisches Gebirge

### Tertiärgräben und -senken
| - 3.1 Tertiärgräben und -senken - 3.1.1 Niederhessische Senke (Westhessische Senke) - 3.1.1.1 Niederhessische Senke - 3.1.1.2 Hirschberger Senke (Hirschberg) - 3.1.1.3 Meißner-Senke (Hoher Meißner) - 3.1.1.4 Zennener Senke - 3.1.1.5 Ziegenhainer Becken - 3.1.1.6 Kasseler Graben der Niederhessischen Senke (im Bereich der Kasseler Kernstadt; siehe auch 2.2.10, dessen Ostteil sich östlich anschließt und dessen Westteil vom Habichtswälder Bergland zu den Ostwaldecker Randsenken isoliert ist) - 3.1.1.7 Graben ven Homberg-Lehndorf - 3.1.2 Eschweger Becken - 3.1.3 Belgerskopf-Senke (inselartig in der Söhre) - 3.1.4 Söhrewald-Senke (inselartig in der Söhre) - 3.1.5 Alsfelder Becken - 3.1.6 Amöneburg-Neustadt-Erksdorfer Becken (Amöneburger Becken), Neustädter Sattel, Nordwesten des Nördlichen Vogelsberg-Vorlandes | - (weiter 3.1 Tertiärgräben und -senken) - 3.1.7 Gießener Becken - 3.1.8 Butzbacher Becken - 3.1.9 Fleckenberg-Münzenberger Becken - 3.1.15 Horloff-Graben - 3.1.11 Wetterauer Senke - 3.1.12 Limburger Becken - 3.1.13 Idsteiner Senke - 3.1.14 Hanauer Becken - 3.1.14.1 Hanau-Seligenstädter Senke - 3.1.14.2 Dieburger Becken - 3.1.14.3 Reinheimer Randschelle - 3.1.14.4 Aschaffenburger Becken - 3.1.15 Nördlicher Oberrheingraben - 3.1.16 Mainzer Becken - 3.1.17 Glimmeroder Senke |

### Vulkanische Tertiärgebiete
| - 3.2 Vulkanische Tertiärgebiete - 3.2.1 Vulkangebiet Habichtswald und Lange Berge - 3.2.2 Vulkangebiet Knüllgebirge (Hochknüll) - 3.2.3 Vulkangebiet Rhön - 3.2.3.1 Hohe Rhön (Dammersfeldrücken, Lange Rhön) - 3.2.3.2 Wasserkuppenrhön | - (weiter 3.2 Vulkanische Tertiärgebiete) - 3.2.4 Vulkangebiet Landrücken - (3.2.5 Vulkangebiet Alsberger Plateau, siehe Abschnitt Odenwald und Spessart) - 3.2.6 Vulkangebiet Vogelsberg (ohne Gieseler Forst, mit Vorderem Vogelsberg und Nördlichem Vogelsberg-Vorland ohne Nordwesten) - 3.2.7 Vulkangebiet Westerwald (Hoher Westerwald) - (3.2.8 Vulkangebiet von Hohenzell, siehe Abschnitt Odenwald und Spessart) |